# Юй Шаотэн
Юй Шаотэ́н (кит. упр. 余少腾, пиньинь Yú Shǎoténg; род. 26 марта 1979) — китайский шахматист, гроссмейстер (2004).
В составе сборной Китая участник 33-й Олимпиады (1998) в Элисте.

## Изменения рейтинга
| Графики недоступны из-за технических проблем. См. информацию на Фабрикаторе и на mediawiki.org. |